# یون نامگون
این یک نام کره‌ای است؛ نام خانوادگی یون است.
یون نامگون (کره‌ای: 연남건)(؟–۶۳۵ میلادی) دومین پسر ژنرال یون گه‌سومون و سومین ته مانگنیجی گوگوریو، یکی از سه پادشاهی کره بوده‌است.

## سقوط گوگوریو
پس از مرگ پدرش بین ۶۶۴ الی ۶۶۶، نامگون درگیر جنگ قدرت با برادر بزرگترش یون نامسنگ دومین تمانگنیجی گوگوریو شد. بر اساس سامگوک ساگی، نامگون و برادر کوچکترش یون نامسان زمانی که نامسنگ در حال بازرسی تمام قلعه های گوگوریو برای آماده شدن برای جنگ علیه تانگ بود، علیه برادر بزرگترشان کودتا کردند. کودتای نامگون و نامسان و گرفتن حکم اعدام برادر بزرگتشان از طرف پادشاه بوجانگ، نامسنگ را مجبور به فرار و متعاقبا تسلیم شدن به تانگ کرد و در نهایت این امر یکی از عواملی بود که منجر به نابودی گوگوریو شد؛ نامسنگ اطلاعات سری استحکامات و اسرار سیاسی کشور را در اختیار ارتش تانگ قرار داد و حضور او و همراهانش در کنار عده‌ای از اهالی مهم گوگوریو ، روحیه گوگوریو را کاهش داد. در سال آخر نامگون خود را ته ماگنیجی (대막리지, 大莫離支) منصوب کرد و کنترل دولت چند تکه شده را به دست گرفت.
در طول تهاجم بعدی تانگ به سال ۶۶۸، نامگون مقاومت مسلحانه را در برابر نیروهای چینی در نزدیکی رودخانه آمنوک (یالو) رهبری کرد و به مقاومت در برابر نیروهای تانگ بمدت هجده ماه تا پیونگ‌یانگ ادامه داد. با شکست گوگوریو، نامگون خود را اسیر جنگی یافت و به چین منتقل شد و بعداً به کیانژو (黔州)، در استان سیچوآن چین امروزی تبعید شد و ظاهراً در آنجا درگذشت. سنگ‌های مقبره خواهران و برادران نامگئون، نامسنگ و نامسان موجود هستند، اما هیچ اطلاعاتی در مورد زندگی نامگئون ارائه نمی‌دهند. اطلاعات از سایر برادران یون نامسنگ بسیار اندک است.